# Arvalik Islands
Arvalik Islands är öar i Kanada.   De ligger i territoriet Nunavut, i den östra delen av landet, 1 600 km norr om huvudstaden Ottawa.
Omgivningarna runt Arvalik Islands är i huvudsak ett öppet busklandskap. Trakten runt Arvalik Islands är nära nog obefolkad, med mindre än två invånare per kvadratkilometer.